# Henning Fritz
Henning Fritz (født 22. september 1974 i Magdeburg) er en tysk forhenværende håndboldspiller, der spillede som målmand i flere store tyske bundesligaklubber, i størstedelen af sin karriere i SC Magdeburg. Han spillede desuden i en længere periode på det tyske landshold og var her blandt andet med til at blive europa- og verdensmester. Han blev også kåret som verdens bedste håndboldspiller som den første målmand nogensinde, da han fik denne ære i 2004.

## Karriere

### Klubhold
Fritz begyndte sin seniorkarriere i SC Magdeburg i 1988, og han spillede her frem til 2001. I denne klub var han med til at vinde det tyske mesterskab i 2000-2001. Han vandt desuden EHF Cup med Magdeburg i 1999 og 2001. Her blev det til fire tyske mesterskaber, to EHF Cup-sejre samt sejr i Champions League i 2007. Derpå gik turen til Rhein-Neckar Löwen, hvor han spillede, frem til an afsluttede sin karriere i 2012. I 2021 fik han kortvarigt comeback, da han nogle få uger hjalp SG Flensburg-Handewitt, hvis målmand Benjamin Buric blev skadet mod slutningen af sæsonen.

## Landshold
Fritz debuterede på det tyske landshold i 1994 og nåede i sin karriere 235 landskampe. Han var blandt andet med til at vinde EM-guld i 2004 og VM-guld i 2007.
Desuden deltog han i fire olympiske lege. Ved OL 1996 i Atlanta var han udtaget, men opnåede ikke spilletid. Fire år senere i Sydney var han med til at opnå en femteplads, inden han opnåede sit bedste OL-resultat i 2004 i Athen. Her gik tyskerne videre fra en tredjeplads i indledende pulje, hvorpå de besejrede Spanien i kvartfinalen efter forlænget spilletid og straffekastkonkurrence. I semifinalen blev til til en klar sejr over det russiske hold, inden det i finalen igen blev til nederlag til kroaterne, der dermed vandt guld. Russerne fik bronze. Endelig deltog han i OL 2008 i Beijing, hvor tyskerne blev nummer ni.